# Maceraty
Maceraty – oleje roślinne z wyciągami z kwiatów, pąków lub ziół. Tego typu olej oprócz oleju bazowego zawiera rozpuszczalne w tłuszczach substancje aktywne z danej rośliny. Otrzymywane są przez moczenie kwiatów lub ziół w oleju bazowym, bez udziału światła które degraduje związki aktywne następnie jest filtrowane z pozostałości rośliny. Olej otrzymuje nazwę rośliny, której wyciąg zawiera olej bazowy.
Maceraty są bardzo wrażliwe na ciepło i światło, dlatego też nie powinny być ogrzewane oraz narażane na działanie promieni słonecznych. Stosowane są w kosmetykach raczej jako dodatkowe oleje roślinne. Przy produkcji kosmetyków powinno się je wmieszać do fazy tłuszczowej na samym końcu (tzn. najpierw zostaje ogrzany olej z emulgatorem, woskiem, później dodawane są oleje macerowane), w ten sposób zachowane są wszelkie cenne substancje aktywne.

## Wybrane maceraty oleiste
- olej z alg
- olej aloesowy
- olej z arniki górskiej
- olej z dziurawca zwyczajnego
- olej z łopianu
- olej z marchewki
- olej monoi-tiare
- olej z nagietka lekarskiego
- olej z rumianku

## Maceraty wodne
Maceraty mogą również być przygotowane na zimno w postaci wyciągów wodnych. Najczęściej przygotowuje się w ten sposób surowce roślinne znajdujące zastosowanie w medycynie naturalnej. Rozdrobniony surowiec należy zalać odpowiednią ilością wody o temperaturze pokojowej i odstawić na 30 minut. Po tym czasie wyciąg przecedza się i dopełnia macerat przepisową ilością wody popłukując surowiec.